# Bipartivalva
Bipartivalva is een geslacht van vlinders van de familie bladrollers (Tortricidae), uit de onderfamilie Olethreutinae.

## Soorten
- B. aquilana Kuznetsov, 1988
- B. eurypinax (Meyrick, 1937)